# Olivet (Mayenne)
Olivet ist eine französische Gemeinde mit 406 Einwohnern (Stand 1. Januar 2022) im Département Mayenne in der Region Pays de la Loire. Sie gehört zum Arrondissement Laval und zum Kanton Loiron-Ruillé. Die Gemeinde liegt rund 300 Kilometer westlich von Paris. Die Bewohner werden Olivétains und Olivétaines genannt.
Die Gemeinde erhielt 2022 die Auszeichnung „Zwei Blumen“, die vom Conseil national des villes et villages fleuris (CNVVF) im Rahmen des jährlichen Wettbewerbs der blumengeschmückten Städte und Dörfer verliehen wird.

## Bevölkerungsentwicklung
| Jahr      | 1962 | 1968 | 1975 | 1982 | 1990 | 1999 | 2009 | 2019 |
| Einwohner | 368  | 364  | 337  | 403  | 397  | 381  | 424  | 414  |

## Sehenswürdigkeiten
- Ehemaliges Kloster Clairmont mit Ursprüngen aus dem 12. Jahrhundert, seit 1957 und 1987 in Teilen als Monument historique klassifiziert, seit 2022 in weiteren Teilen eingeschrieben
- Schloss
- Kirche Saint-Laurent
- Ehemalige Priorei

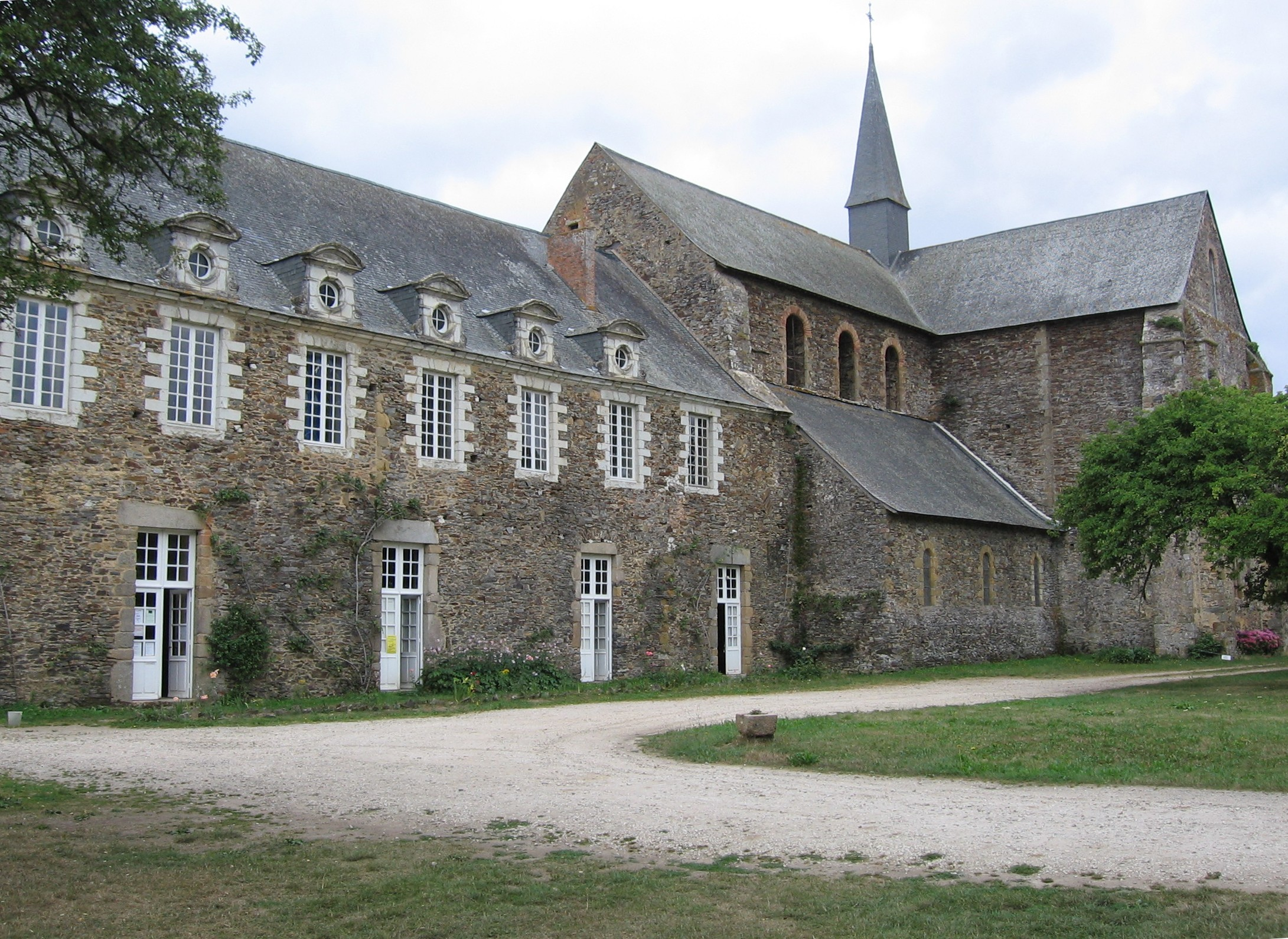
Kloster Clairmont
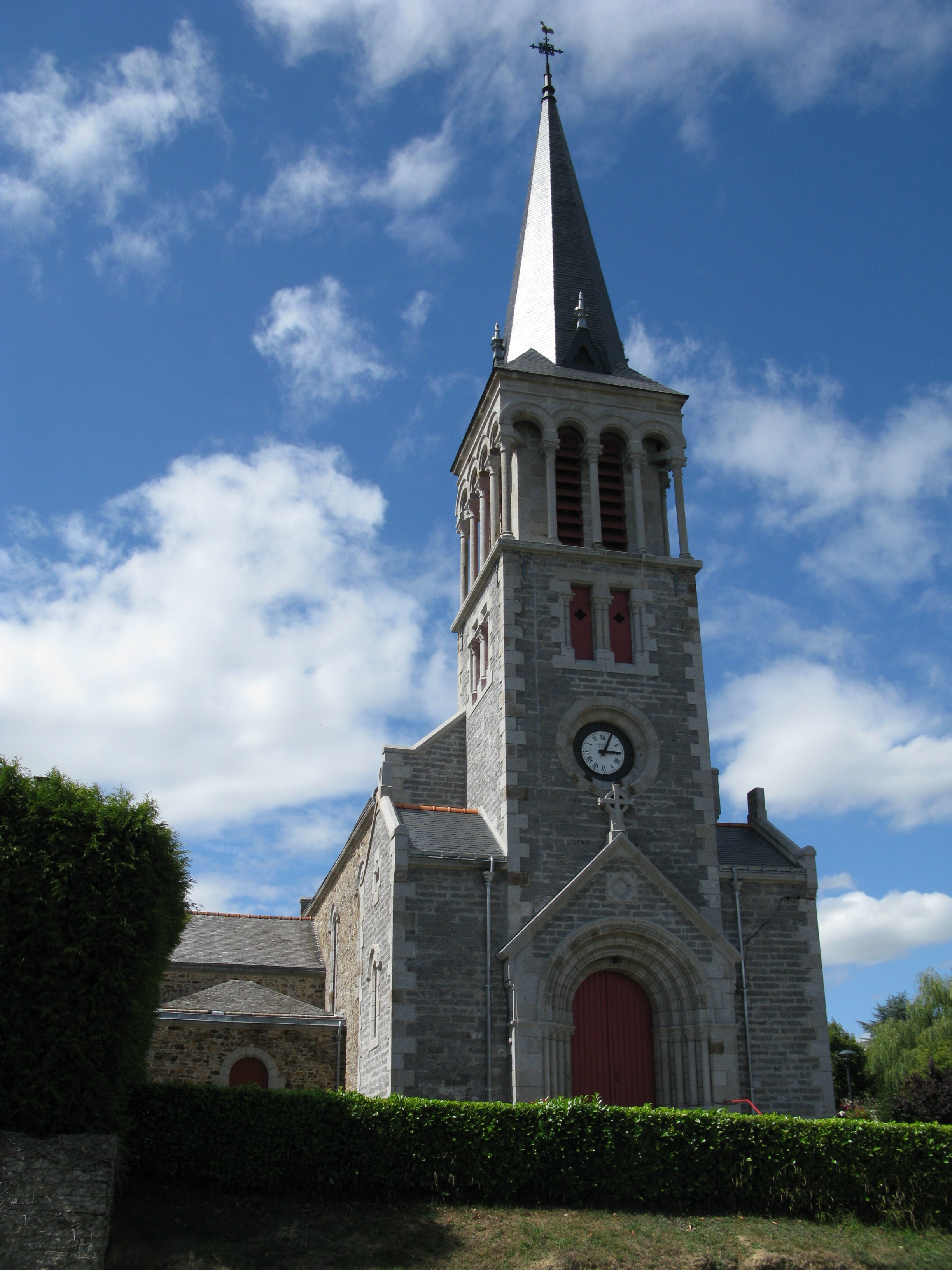
Kirche Saint-Laurent

## Persönlichkeiten
- François de Laval (1498–1554), Seigneur d’Olivet, Bischof von Dol
- Jean Chouan (1757–1794), einer der Anführer des Royalistenaufstands 1792/93, gestorben in Olivet
- Constant Paillard-Ducléré (1776–1839), Politiker, Bürgermeister von Olivet
- Pierre Buron (1921–2002), Politiker, geboren in Olivet